# Matías Ramos Mejía
Matías Ramos Mejía y Segurola (Tapiales, 24 de febrero de 1809 - Buenos Aires, 11 de junio de 1885) fue un hacendado y militar argentino que participó de las guerras civiles de su país, en el bando unitario.

## Biografía

### Familia
Hijo de María Antonia de Segurola y Rojas y del acaudalado y excéntrico estanciero Francisco Hermógenes Ramos Mejía, fue bautizado el 25 de febrero de 1809, en la parroquia de la Inmaculada Concepción del Buen Viaje, en Morón. Fue nieto del Brigadier Sebastián de Segurola Çelayarán y Oliden, gobernador intendente de La Paz cuando la sublevación de Tupac Katari.
En 1833, contrajo matrimonio con María Francisca Bernabé Madero, hermana de Francisco Bernabé Madero, el que se casaría a su vez en 1848 con su hermana Marta Ramos Mejía y Segurola. 
Fueron padres de Atalía, Matías, Antonia, Francisco, José María y María del Carmen Ramos Mejía y Madero.

### Militar, estanciero y político

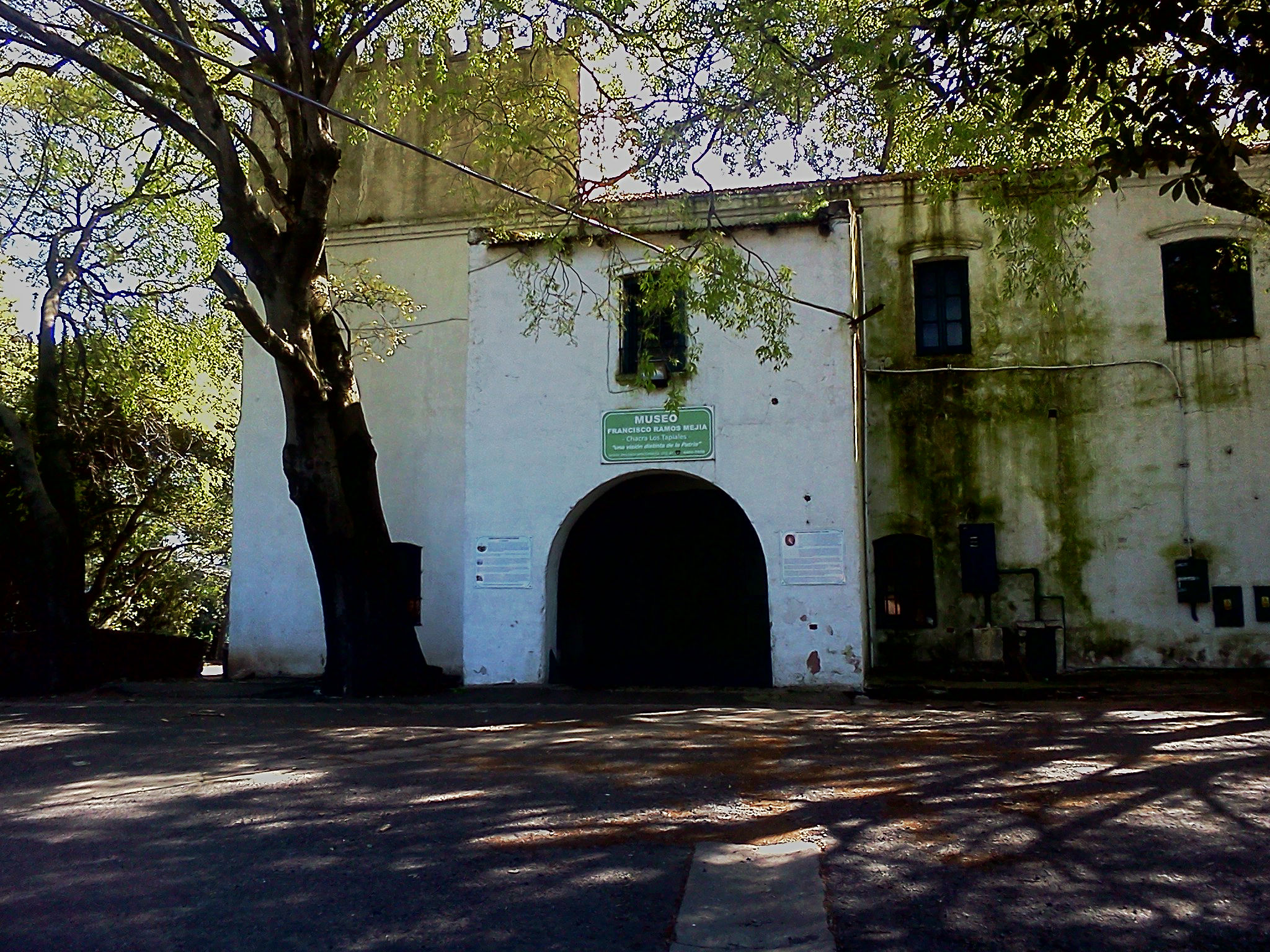
Chacra Los Tapiales

Estudió en su ciudad natal y se dedicó por muchos años a administrar la estancia Miraflores, en el sur de la provincia de Buenos Aires.
En 1829 ayudó al coronel Nicolás Medina a perseguir a los adictos al derrocado gobernador Manuel Dorrego y al coronel Juan Manuel de Rosas. Participó en la defensa de Buenos Aires contra el sitio que le impuso Rosas, y tras la derrota permaneció recluido en Los Tapiales y Miraflores durante dos años.
En 1831 se exilió a Montevideo, y se unió a las fuerzas de su primo segundo Juan Lavalle cuando éste intentó su segunda invasión a la provincia de Entre Ríos. Regresó a Miraflores en 1833. 

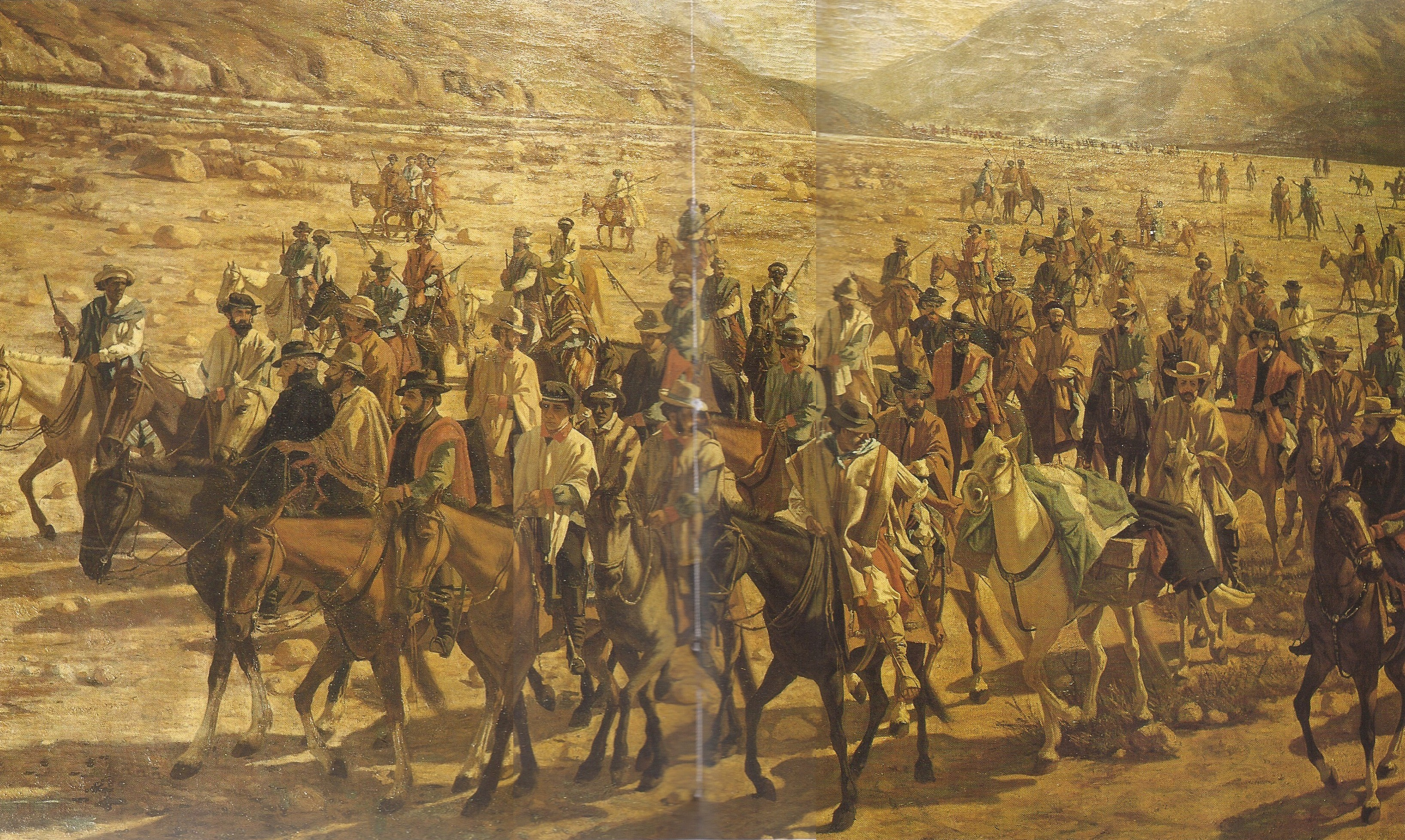
La conducción del cadáver de Lavalle en la quebrada de Humahuaca. Óleo de Blanes. Se observa el poncho celeste y blanco de Matías Ramos Mejía que sirvió de mortaja.

En 1839 fue uno de los jefes de la revolución de los Libres del Sur, y combatió en la batalla de Chascomús como jefe de un escuadrón. Tras la derrota alcanzó a huir con el coronel Manuel Rico, uniéndose al ejército de Lavalle en la provincia de Corrientes. Participó en las batallas de Don Cristóbal y Sauce Grande. Participó en la fracasada campaña contra Buenos Aires, en la toma de Santa Fe y en las derrotas de Quebracho Herrado y Famaillá. 
Fue uno de los que formaron la llamada "columna de bronce", que acompañó los restos de Lavalle hasta Potosí, junto con sus hermanos Ezequiel y Francisco Ramos Mejía, sus cuñados Francisco B. Madero e Isaías de Elía Álzaga, Félix Frías, Juan Esteban Pedernera, Pedro Lacasa, Juan Andrés y Juan Estanislao del Campo, Alejandro Danel, Cayetano y Mariano Artayeta, Eusebio Alejo Castex, entre otros.

Su poncho sirvió de mortaja:
"...además de la bandera, el cadáver de Lavalle fue cubierto por un poncho blanco y celeste que pertenecía a Matías Ramos Mejía y que se encuentra actualmente en el Regimiento de Granaderos a Caballo donado por uno de sus descendientes en octubre de 1968...", señalando La Nación al dar la noticia de tal donación que dicha prenda en la que hasta hace pocos años eran visibles las manchas de la sangre de Lavalle, fue "retenida por Ramos Mejía durante el exilio en Bolivia y luego traída por él a Buenos Aires’”
Fue edecán de su primo hermano, el presidente boliviano José Ballivián. Participó en la invasión del coronel Anselmo Rojo a Jujuy en 1846, que fracasó por exceso de oficiales y falta de soldados. Después pasó a Chile, y de allí a Montevideo.
Regresó a Buenos Aires después de la batalla de Caseros y fue juez de paz del partido de Monsalvo. Apoyó la revolución del 11 de septiembre de 1852 y fue ascendido al grado de coronel. Su estancia principal, Mariancul, era una parte de la que había sido de su padre. Desde allí dirigió la resistencia contra la revolución de Hilario Lagos, en diciembre, pero su regimiento – con sede en Chascomús – se plegó a los federales.
Fue enviado desde Buenos Aires hacia el Tuyú, como segundo del coronel Pedro Rosas y Belgrano, que debía reunir las tropas leales al gobierno porteño, y dispersó una avanzada federal en el combate de Lastra. Días más tarde, luchó en la batalla de San Gregorio y fue tomado prisionero. Recuperó la libertad cuando fue levantado el sitio de Buenos Aires.
Fue comandante de los partidos de Tuyú, Ajó, Mar Chiquita y el Vecino, cargo que ocupó hasta su renuncia en 1858. Colaboró con el gobierno organizando y financiando compras de caballos para las guerras contra la Confederación Argentina. Participó en las batallas de Cepeda y Pavón.
Pasó los años siguientes dedicado a la administración de sus campos y a participar en política, siendo diputado provincial y varias veces juez de paz.
Participó en la revolución de 1874, en apoyo del expresidente Bartolomé Mitre, y participó en la batalla de La Verde, en que resultó seriamente herido. Fue dado definitivamente de baja y dedicó sus últimos años a la ganadería, especializándose en la cría de caballos.
Falleció en Buenos Aires el 11 de junio de 1885. Fue el padre del médico, escritor, historiador y político José María Ramos Mejía.